# Дегтярёвка (Сумская область)
Дегтярёвка (укр. Дігтярівка) — село,
Коровинский сельский совет,
Недригайловский район,
Сумская область,
Украина.
Код КОАТУУ — 5923583404. Население по переписи 2001 года составляло 131 человек .
Найдена на специальной карте Западной части России Шуберта 1826-1840 годов

## Географическое положение
Село Дегтярёвка находится на левом берегу реки Сула,
выше по течению примыкает село Коровинцы,
ниже по течению примыкает село Гай,
на противоположном берегу — село Ракова Сечь.
Река в этом месте извилистая, образует лиманы, старицы и заболоченные озёра.
Рядом проходит автомобильная дорога Н-07.